# Залізниця Барановський — Хасан
Залізниця Барановський - Хасан — залізниця завдовжки близько 240 км. Підрозділ Далекосхідної залізниці, РЖД. 
Прямує від станції Барановський на Транссибі вздовж Тихоокеанського узбережжя до станції Хасан на північнокорейському кордоні. Її продовженням є залізниця Хасан — Раджин.
Маршрут в основному експлуатується регіональними поїздами, що сполучають населені пункти вздовж маршруту з Уссурійськом, де є сполучення з Транссибірською магістраллю, або з регіональними центрами Владивосток та Хабаровськ. 
Що 14 діб безпересадковий вагон формування Корейських державних залізниць, що причіплюється до поїзда № 100Щ, курсує з Москви до Пхеньяну. 
Основний пасажиропотік складають громадяни КНДР, які прямують на роботу до Росії або повертаються; у виняткових випадках частина місць продається організованим групам туристів, що прямують до Расону з пересадкою на автобус в Тумангані
.

## Історія
В 1938 після боїв на озері Хасан з японською армією, було прийнято рішення побудувати залізницю завдовжки 190 км від Далекосхідної залізниці (станція Барановський) до станції Краскіно (нині скасовано). 
Після закінчення Другої світової війни, 28 вересня 1951 року, залізниця була добудована до станції Хасан поблизу гирла річки Туманган. 
В 1952 році через річку Туманган було збудовано дерев'яний залізничний міст, який зв'язав залізничну мережу СРСР із залізницею КНДР. 
В 1959 міст був повністю перебудований з дерев'яного на металевий. 
Через малу висоту міст нині є перешкодою для руху річкових суден з найближчого китайського міста Хуньчунь до Японського моря. Після розробки «Плану розвитку річки Туманган», ініційованого Програмою розвитку Організації Об'єднаних Націй (ПРООН) Китаєм у 1990-ті роки, китайська сторона послідовно наполягала на тому, щоб Російська Федерація та Північна Корея реконструювали міст та підняли прольоти мосту над поверхнею річки для того, щоб забезпечити прохід китайських океанських пасажирських та вантажних суден та кораблів ВМС Китаю в Японське море. 
Через геополітичні та стратегічні міркування КНДР і Росія не погодилися надати Китаю рух річкового і морського транспорту річкою Туманган у напрямку Японського моря і назад. 
З 2009 до 2011 року проводилася реконструкція 54-кілометрової дистанції залізниці від кордону з Росією до північнокорейського порту Раджин.